# Avenue Jean-Zay
Ne doit pas être confondu avec Rue Jean-Zay.
L'avenue Jean-Zay (en occitan : avenguda Jean Zay) est une voie de Toulouse, chef-lieu de la région Occitanie, dans le Midi de la France.

## Situation et accès

### Description
L'avenue Jean-Zay est une voie publique de Toulouse. Elle se trouve dans le quartier de Lalande.
La chaussée compte deux voies de circulation automobile dans chaque sens. Elle est de plus longée par une piste cyclable à double-sens.

### Voies rencontrées
L'avenue Jean-Zay rencontre les voies suivantes, dans l'ordre des numéros croissants (« g » indique que la rue se situe à gauche, « d » à droite) :
1. Route de Launaguet
2. Rue René-Nelli - accès piéton (g)
3. Chemin du Baron (g)
4. Impasse Blandinières - accès piéton (g)
5. Avenue de Fronton
6. Rond-point du Sergent-Michel-Vidal
7. Chemin des Vieilles-Écoles
8. Rue de Lalande (g)
9. Voie sans nom (g)
10. Chemin Emmanuel-Delbousquet (d)
11. Avenue des États-Unis

### Transports
L'avenue Jean-Zay n'est pas directement desservie par le réseau de transports en commun. Elle débouche cependant, à l'ouest, sur l'avenue des États-Unis, parcourue par la ligne de bus 59. De même, elle croise l'avenue de Fronton, où circulent les lignes de Linéo L10 et de bus 2969169. Enfin, à l'est, la route de Launaguet abrite les arrêts des lignes de bus 2660.
Les stations de vélos en libre-service VélôToulouse les plus proches sont les stations no 259 (place Paul-Riché), no 315 (269 avenue de Fronton) et no 319 (283 route de Launaguet).

## Odonymie

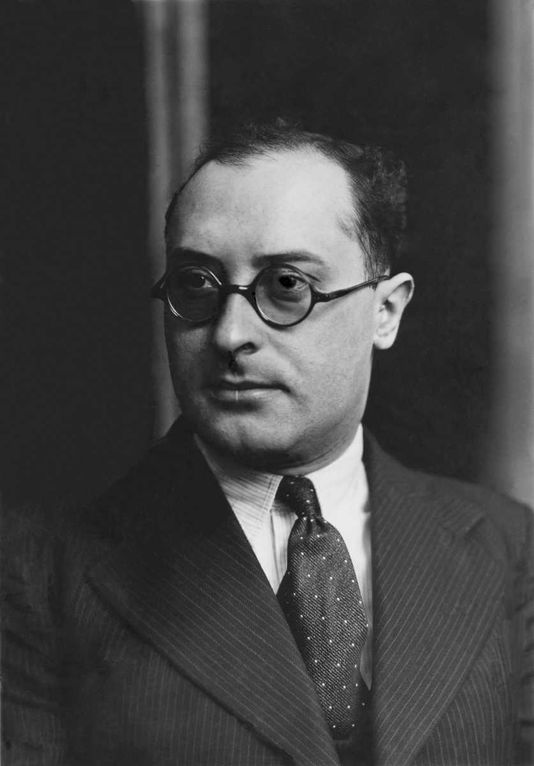
Portrait de Jean Zay en 1936 (Keystone Paris/Gamma-Rapho).

En 1970, l'avenue a été nommée en hommage à Jean Zay (1904-1944). Avocat et homme politique originaire d'Orléans, radical, il est élu député du Loiret en 1932. En 1936, dans le contexte de la victoire du Front populaire, il devient ministre de l'Éducation nationale. En septembre 1940, au début de la Seconde Guerre mondiale, il démissionne volontairement pour rejoindre l'armée française. Mais le 21 juin 1940, lors de la débâcle des forces françaises et alors que le parlement hésite sur la poursuite des combats, il préfère quitter le territoire à bord du Massilia avec plusieurs parlementaires dont Camille Chautemps et Pierre Mendès France. Il est cependant arrêté et interné à la prison militaire militaire de Clermont-Ferrand. Conspué tant pour ses origines juives que pour son engagement républicain, il est condamné à la dégradation militaire et à la déportation à vie – il est finalement incarcéré à la prison de Riom. Le 20 juin 1944, il est extrait de la prison par trois miliciens, qui l'assassinent dans un bois. En 2015, ses cendres sont déposées au Panthéon – comme Pierre Brossolette, Geneviève de Gaulle-Anthonioz et Germaine Tillion en tant que « grandes figures qui évoquent l'esprit de résistance ».